# Världsmästerskapen i nordisk skidsport 2001
Världsmästerskapen i nordisk skidsport 2001 ägde rum mellan 15 och 25 februari 2001 i Lahtis i Finland. Backhoppningen avgjordes i Salpausselkä-backarna och längdskidåkningen på Lahtis stadion; dessa anläggningar ligger intill varandra vid Lahtis sportcenter.
Mästerskapet innehöll en del förändringar mot tidigare. För första gången tävlades det i sprint, och jaktstarten genomfördes till skillnad från tidigare som en helt fristående tävling med två lika långa lopp under samma dag – först ett lopp med individuell start i klassisk stil och sedan jaktstart i fri stil. 
Mästerskapet präglades även av en dopningsskandal i det finländska landslaget där sex finländska längdskidåkare diskvalificerades. 
På grund av sträng kyla kunde damernas 30-kilometerslopp i längdskidåkning inte genomföras.

## Längdskidåkning herrar

### 1 km sprint
21 februari 2001
| Medalj | Tävlande                | Tid |
| Guld   | Tor Arne Hetland, Norge |     |
| Silver | Cristian Zorzi, Italien |     |
| Brons  | Håvard Solbakken, Norge |     |

### 15 km klassisk stil
15 februari 2001
| Medalj | Tävlande                     | Tid     |
| Guld   | Per Elofsson, Sverige        | 39:26.0 |
| Silver | Mathias Fredriksson, Sverige | 39:42.5 |
| Brons  | Odd-Bjørn Hjelmeset, Norge   | 39:43.3 |

### 10 km (k) + 10 km (f) jaktstart
17 februari 2001
| Medalj | Tävlande                 | Tid     |
| Guld   | Per Elofsson, Sverige    | 47:15.5 |
| Silver | Johann Mühlegg, Spanien  | 47:42.0 |
| Brons  | Vitaly Denisov, Ryssland | 47:49.5 |

Finlands Jari Isometsä slutade tvåa i loppet men blev efteråt diskvalificerad för dopning.

### 30 km klassisk stil
19 februari 2001
| Medalj | Tävlande                 | Tid       |
| Guld   | Andrus Veerpalu, Estland | 1:14:17.9 |
| Silver | Frode Estil, Norge       | 1:14:18.1 |
| Brons  | Michail Ivanov, Ryssland | 1:14:49.1 |

### 50 km fri stil
25 februari 2001
| Medalj | Tävlande                   | Tid       |
| Guld   | Johann Mühlegg, Spanien    | 2:05:27.2 |
| Silver | René Sommerfeldt, Tyskland | 2:07:23.4 |
| Brons  | Sergej Krjanin, Ryssland   | 2:07:28.4 |

### 4 x 10 km fri stil, stafett
22 februari 2001
| Medalj | Lag                                                                          | Tid |
| ------ | ---------------------------------------------------------------------------- | --- |
| Guld   | Norge (Frode Estil, Odd-Bjørn Hjelmeset, Thomas Alsgaard, Tor Arne Hetland)  |     |
| Silver | Sverige (Urban Lindgren, Mathias Fredriksson, Magnus Ingesson, Per Elofsson) |     |
| Brons  | Tyskland (Jens Filbrich, Andreas Schlütter, Ron Spanuth, René Sommerfeldt)   |     |

Finland var först i mål men blev diskvalificerade när Janne Immonen, Harri Kirvesniemi och Mika Myllylä testades positivt för dopning.

## Längdskidåkning damer

### 1 km sprint
21 februari 2001
| Medalj | Tävlande                  | Tid |
| Guld   | Pirjo Manninen, Finland   |     |
| Silver | Kati Sundqvist, Finland   |     |
| Brons  | Julia Tjepalova, Ryssland |     |

### 10 km klassisk stil
20 februari 2001
| Medalj | Tävlande                  | Tid     |
| Guld   | Bente Skari, Norge        | 26:55.5 |
| Silver | Olga Danilova, Ryssland   | 27:08.4 |
| Brons  | Larisa Lazutina, Ryssland | 27:27.0 |

### 5 km (k) + 5 km (f) jaktstart
18 februari 2001
| Medalj | Tävlande                  | Tid     |
| Guld   | Virpi Kuitunen, Finland   | 28:06.1 |
| Silver | Larisa Lazutina, Ryssland | 28:08.9 |
| Brons  | Olga Danilova, Ryssland   | 28:09.3 |

### 15 km klassisk stil
15 februari 2001
| Medalj | Tävlande                | Tid     |
| Guld   | Bente Skari, Norge      | 43:54.8 |
| Silver | Olga Danilova, Ryssland | 44:02.5 |
| Brons  | Kaisa Varis, Finland    | 44:57.5 |

### 4 x 5 km fri stil, stafett
23 februari 2001
| Medalj | Lag                                                                                | Tid     |
| ------ | ---------------------------------------------------------------------------------- | ------- |
| Guld   | Ryssland (Olga Danilova, Larisa Lazutina, Julia Tjepalova, Nina Gavriljuk)         | 53:01.6 |
| Silver | Norge (Anita Moen, Bente Skari, Elin Nilsen, Hilde Gjermundshaug Pedersen)         | 54:01.9 |
| Brons  | Italien (Gabriella Paruzzi, Sabina Valbusa, Stefania Belmondo, Cristina Paluselli) | 54:23.3 |

Finland var tvåa i mål men blev diskvalificerade när Virpi Kuitunen och Milla Jauho testades positivt för doping.

## Nordisk kombination

### K116 + 7,5 km sprint
24 februari 2001
| Medalj | Tävlande                  | Tid |
| Guld   | Marco Baacke, Tyskland    |     |
| Silver | Samppa Lajunen, Finland   |     |
| Brons  | Ronny Ackermann, Tyskland |     |

### K90 + 15 km
15 februari 2001
| Medalj | Tävlande                  | Tid |
| Guld   | Bjarte Engen Vik, Norge   |     |
| Silver | Samppa Lajunen, Finland   |     |
| Brons  | Felix Gottwald, Österrike |     |

### 4 x 5 km stafett
20 februari 2001
| Medalj | Lag                                                                        | Tid |
| ------ | -------------------------------------------------------------------------- | --- |
| Guld   | Norge (Kenneth Bråten, Sverre Rotevatn, Bjarte Engen Vik, Kristian Hammer) |     |
| Silver | Österrike (Christophe Eugen, Mario Stecher, David Kreiner, Felix Gottwald) |     |
| Brons  | Finland (Jari Mantila, Hannu Manninen, Jaakko Tallus, Samppa Lajunen)      |     |

## Backhoppning

### Normalbacke K90
23 februari 2001
| Medalj | Tävlande                    | Poäng |
| Guld   | Adam Małysz, Poland         | 246.0 |
| Silver | Martin Schmitt, Tyskland    | 233.0 |
| Brons  | Martin Höllwarth, Österrike | 223.0 |

### Stora backen K116
19 februari 2001
| Medalj | Tävlande                 | Poäng |
| Guld   | Martin Schmitt, Tyskland | 276.3 |
| Silver | Adam Małysz, Poland      | 273.5 |
| Brons  | Janne Ahonen, Finland    | 267.4 |

### Lagtävling normalbacke K90
25 februari 2001
| Medalj | Lag                                                                                  | Poäng |
| ------ | ------------------------------------------------------------------------------------ | ----- |
| Guld   | Österrike (Wolfgang Loitzl, Andreas Goldberger, Stefan Horngacher, Martin Höllwarth) | 953.5 |
| Silver | Finland (Matti Hautamäki, Risto Jussilainen, Ville Kantee, Janne Ahonen)             | 951.5 |
| Brons  | Tyskland (Sven Hannawald, Michael Uhrmann, Alexander Herr, Martin Schmitt)           | 911.5 |

### Lagtävling stora backen K116
21 februari 2001
| Medalj | Lag                                                                                  | Poäng |
| ------ | ------------------------------------------------------------------------------------ | ----- |
| Guld   | Tyskland (Sven Hannawald, Michael Uhrmann, Alexander Herr, Martin Schmitt)           | 939.8 |
| Silver | Finland (Risto Jussilainen, Jani Soininen, Ville Kantee, Janne Ahonen)               | 900.2 |
| Brons  | Österrike (Andreas Goldberger, Wolfgang Loitzl, Martin Höllwarth, Stefan Horngacher) | 880.2 |

## Medaljligan
| Placering | Nation    | Guld | Silver | Brons | Totalt |
| --------- | --------- | ---- | ------ | ----- | ------ |
| 1         | Norge     | 6    | 2      | 2     | 10     |
| 2         | Tyskland  | 3    | 2      | 3     | 8      |
| 3         | Finland   | 2    | 5      | 3     | 10     |
| 4         | Sverige   | 2    | 2      | 0     | 4      |
| 5         | Ryssland  | 1    | 3      | 6     | 10     |
| 6         | Österrike | 1    | 1      | 3     | 5      |
| 7         | Polen     | 1    | 1      | 0     | 2      |
|           | Spanien   | 1    | 1      | 0     | 2      |
| 9         | Estland   | 1    | 0      | 0     | 1      |
| 10        | Italien   | 0    | 1      | 1     | 2      |